# Journal of the American Research Center in Egypt
The Journal of the American Research Center in Egypt (JARCE) is een wetenschappelijk tijdschrift dat sinds 1962 wordt uitgegeven door het American Research Center in Egypt.
Het werd in 1962 opgericht om onderzoek over de kunst, archeologie, taal, geschiedenis en sociale systemen van de Egyptische bevolking te publiceren. Zoals gebruikelijk is voor Egyptologische tijdschriften, worden in andere talen dan het Engels geschreven artikelen, vooral het Duits en het Frans, voor publicatie aanvaard.
Langdurig redacteur John Foster ging in 2001, na achttien jaar dienst, op pensioen. De nieuwe hoofdredacteur van JARCE is associate professor Ann Macy Roth, van de Howard University in Washington D.C..